# Minnie Mouse
 Minnie Mouse este un personaj de desene animate creat de Ub Iwerks și Walt Disney, un șoarece antropomorfic ce este prietena lui Mickey Mouse. Aceasta și-a făcut debutul împreună cu Mickey în desenul Plane Crazy din 1928, deși în mod oficial în Steamboat Willie în același an.
Inițial personajul a fost caracterizat ca fiind o fată jună, dar de cele mai multe ori aceasta a jucat rolul de domniță la ananghe pentru iubitul ei. În cele mai multe apariții ale sale este văzută alături de Mickey, și prietena sa cea mai bună Rățușca Daisy.

## Istorie
În 1928, Walt Disney și Iwerks l-au creat pe Mickey Mouse ca un înlocuitor pentru starul anterior al companiei, Oswald Iepurașul Norocos. Dar acesta nu putea umple spațiul de unul singur. Dintre caracteristicile consistente dobândite de Oswald înainte de mutarea sa la Universal Studios a fost căutarea sa a jumătății amoroase. Așa că cineva a trebuit să înlocuiască pe Miss Rabbit, Miss Cottontail, Fanny și nenumărate dansatoare cu ceea ce ulterior va deveni Minnie Mouse.
Îmbrăcămintea principală a sa era o rochie scurtă de fată jună, lucru ce îi scotea în evidență chiloțeii peticiți ai ei distinctivi. În desenul din 1929 The Karnival Kid, s-a dovedit că poartă și șosete, lucru care era de asemenea la modă pentru fetele din perioada aceea. Pantofii însă sunt cei mai distinctivi, care pentru a reda efectul comedic sunt mult prea mari pentru ea, astfel încât aceasta adesea se împiedică din cauza lor și chiar i-a pierdut într-un episod. Când dansa, sunetul pantofilor când atingea podeaua era asociat cu ritmul muzicii de fundal, cum era de fel în vechile desene de-atunci. Minnie a căpătat un redesign în 1940, pălăria sa fiindu-i înlocuită cu o fundă mare iar pe pantofi i-au fost de asemenea adăugate fundițe mici. Ochii ei au devenit mai detaliați. De-a lungul anilor 40 și 50, aspectul și personalitatea au devenit mai conservative. Minnie poartă numai roșu sau roz, dar în aparițiile sale vechi era văzută cu o combinație de albastru, negru și verde.

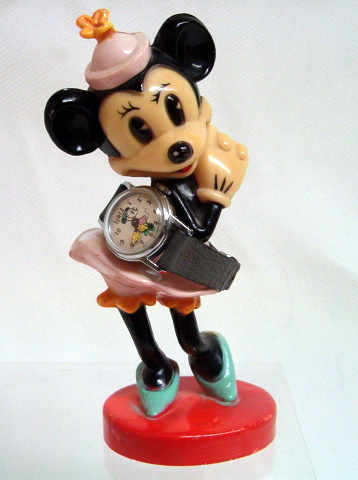
Ceas și statuetă vintage cu Minnie Mouse, 1958

Personalitatea lui Minnie inițială e cea jucăușă, drăguță, muzicală și cochetă. Adesea joacă rolul unui entertainer (ca dansatoare și muziciană) a cărui afecțiune Mickey vrea să o câștige. O parte ce face comedia acestor scurt-metraje este cantitatea variată de succes pe care Mickey o are în a o impresiona pe Minnie. Nu ca și desenele de mai târziu după redesign, Mickey devine de cele mai multe ori o domniță la ananghie pe care Mickey vrea să o salveze. Este de asemenea subiect a numeroase faze cu slapstick. De-a lungul anilor 30 relația dintre Mickey și Minnie s-a solidifiat și au devenit un cuplu stabil ulterior. Cel mai important moment este în desenul Mickey's Follies, în care cântecul "Minnie's Yoo-Hoo" este introdus pentru prima oară. Prin acest cântec Mickey ne dovedește în mod oficial relația sa cu Minnie.
În multe scurt-metraje și benzi desenate, și câteva episoade din Clubul lui Mickey Mouse, Mickey are ca animal de companie pe Figaro, o pisică neagră ce își are originea în filmul Disney Pinocchio. Pluto apare de asemenea ca animalul ei în unele episoade, deși acesta în mod oficial este câinele lui Mickey.
În timpul jumătății din anii 30, Mickey nu apare așa des în desene cu Mickey. Acest lucru este datorat în principal creșterii în popularitate a noilor parteneri ai lui Mickey, Goofy, Rățoiul Donald și Pluto, a căror apariții în desene a înlocuit mai mult sau mai puțin rolul lui Minnie. Astfel aparițiile sale în desenele cu Mickey au devenit mai puțin numeroase, însă în schimb a avut roluri majore în câteva desene cu Pluto și Figaro în anii 40.
Întoarcerea lui Minnie Mouse în animație a fost în Colindul lui Mickey (20 octombrie 1983), unde joacă rolul Domniței Cratchit. Ca și alte personaje Disney, a avut un mic cameo în Cine vrea pielea lui Roger Rabbit? deși fără nici o vorbă, chiar dacă actrița sa a fost notată în genericul de sfârșit.
Apoi începe era televiziunii, iar personajul va apărea și în numeroase seriale de televiziune. Ea are propriile desene scurte în serialul Fabrica de râs a lui Mickey (Mickey Mouse Works) sub numele de Maestro Minnie, în care ea conduce o serie de instrumente muzicale vii pe care de obicei trebuie să le îmblânzească. Mai are un serial propriu spin-off-ul de durată scurtă al lui Clubul lui Mickey Mouse, numit Buticul lui Minnie în care aceasta are propriul magazin de fundițe.
În serialul Mickey Mouse din 2013, Minnie revine la look-ul eu din anii 30, și a dobândit mai multe ciudățenii de caracter plus și mai multe faze de slapstick.
Apare și în serialul Mickey și piloții de curse (Mickey and the Roadster Racers), unde are parte de propriul sketch în cadrul acestuia numit Ajutoarele Abile. Ea, împreună cu Daisy și Cuckoo-Loca, rezolvă problemele oricui are nevoie de o mână de ajutor.
Pe 22 iunie 2017 a fost anunțat că Minnie, pe lângă nume așa strălucite „Weird Al” Yankovic, Zoe Saldana și Lin-Manuel Miranda, va primi propriul loc pe Aleea Celebrității din Hollywood în 2018.

## În parcurile Disney

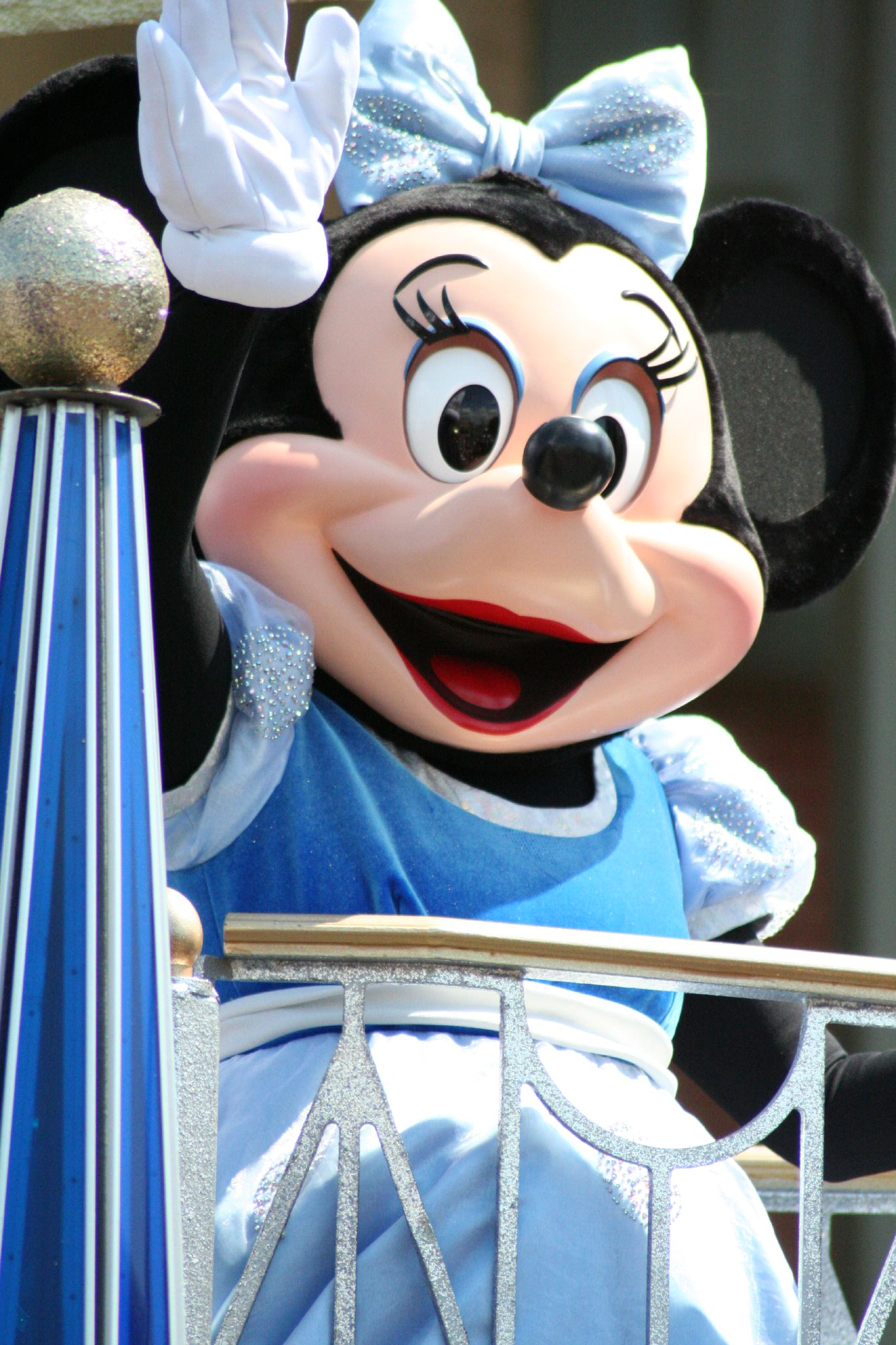
Minnie Mouse la Walt Disney World Resort, 2007

Minnie este disponibilă pentru a semna autografe și a se face poze cu ea pe parcursul zilei la diferite locații Disney Resort Theme Parks în jurul lumii.
Apare și la paradele ce au loc zilnic, și are și propriul cartier numit "Minnie's Melodyland". Este o zonă puternică cu acces la "Toontown Central", "The Brrrgh", and "Donald's Dreamland".

## Voci
- Walt Disney (1928–1929)
- Marjorie Ralston (1929)
- Marcellite Garner (1930–1939)
- Thelma Boardman (1938; 1941–1942)
- Ruth Clifford (1944–1952)
- Janet Waldo (1974)
- Russi Taylor (1986–2019)

## Lista aparițiilor în media

### Scurt-metraje clasice
| N/o  | Titlu român                        | Titlu englez             |
| ---- | ---------------------------------- | ------------------------ |
|      |                                    |                          |
| 1928 |                                    |                          |
|      |                                    |                          |
| 001  | Avion trăznit                      | Plane Crazy              |
|      |                                    |                          |
| 002  | Barca Willie                       | Steamboat Willie         |
|      |                                    |                          |
| 003  | Văcar la galop                     | The Gallopin' Gaucho     |
|      |                                    |                          |
| 1929 |                                    |                          |
|      |                                    |                          |
| 004  | Dansul de la hambar                | The Barn Dance           |
|      |                                    |                          |
| 005  | Când pisica nu-i acasă             | When the Cat's Away      |
|      |                                    |                          |
| 006  |                                    | The Plow Boy             |
|      |                                    |                          |
| 007  | Copilul de la carnaval             | The Karnival Kid         |
|      |                                    |                          |
| 008  |                                    | Mickey's Follies         |
|      |                                    |                          |
| 009  | Mickey și trenulețul               | Mickey's Choo-Choo       |
|      |                                    |                          |
| 010  | Valuri puternice                   | Wild Waves               |
|      |                                    |                          |
| 1930 |                                    |                          |
|      |                                    |                          |
| 011  | Piciul pistolar                    | The Cactus Kid           |
|      |                                    |                          |
| 012  | Pompierii                          | The Fire Fighters        |
|      |                                    |                          |
| 013  |                                    | The Shindig              |
|      |                                    |                          |
| 014  | Misterul gorilei                   | The Gorilla Mystery      |
|      |                                    |                          |
| 015  | Picnicul                           | The Picnic               |
|      |                                    |                          |
| 016  | Zile de pionier                    | Pioneer Days             |
|      |                                    |                          |
| 1931 |                                    |                          |
|      |                                    |                          |
| 017  | Petrecerea aniversară              | The Birthday Party       |
|      |                                    |                          |
| 018  | Probleme în frafic                 | Traffic Troubles         |
|      |                                    |                          |
| 019  | Expunătorul                        | The Delivery Boy         |
|      |                                    |                          |
| 020  | Mickey iese                        | Mickey Steps Out         |
|      |                                    |                          |
| 021  | Ritm albastru                      | Blue Rhythm              |
|      |                                    |                          |
| 022  | Emisiunea de la fermă              | The Barnyard Broadcast   |
|      |                                    |                          |
| 023  | Emisiunea de la fermă              | The Barnyard Broadcast   |
|      |                                    |                          |
| 024  | Petrecerea pe plajă                | The Beach Party          |
|      |                                    |                          |
| 025  |                                    | Mickey Cuts Up           |
|      |                                    |                          |
| 026  | Mickey și orfanii                  | Mickey's Orphans         |
|      |                                    |                          |
| 1932 |                                    |                          |
|      |                                    |                          |
| 027  | Mickey la băcănie                  | The Grocery Boy          |
|      |                                    |                          |
| 028  | Olimpiada de la fermă              | The Barnyard Olympics    |
|      |                                    |                          |
| 029  | Olimpiada de la fermă              | Mickey's Revue           |
|      |                                    |                          |
| 030  | Fermierul muzical                  | Musical Farmer           |
|      |                                    |                          |
| 031  | Mickey în Arabia                   | Mickey in Arabia         |
|      |                                    |                          |
| 032  | Coșmarul lui Mickey                | Mickey's Nightmare       |
|      |                                    |                          |
| 033  |                                    | The Whoopee Party        |
|      |                                    |                          |
| 034  | Mickey în aterizare                | Touchdown Mickey         |
|      |                                    |                          |
| 035  | Puștiul din Klondike               | The Klondike Kid         |
|      |                                    |                          |
| 036  | Canarul neastâmpărat               | The Wayward Canary       |
|      |                                    |                          |
| 1933 |                                    |                          |
|      |                                    |                          |
| 037  | Construirea unei construcții       | Building a Building      |
|      |                                    |                          |
| 038  | Prietenul Pluto                    | Mickey's Pal Pluto       |
|      |                                    |                          |
| 039  |                                    | Mickey's Mellerdrammer   |
|      |                                    |                          |
| 040  | Vremurile vechi                    | Ye Olden Days            |
|      |                                    |                          |
| 041  | Curierul pilot                     | The Mail Pilot           |
|      |                                    |                          |
| 042  | Robotul mecanic                    | Mickey's Mechanical Man  |
|      |                                    |                          |
| 043  | Marea premieră a lui Mickey        | Mickey's Gala Premier    |
|      |                                    |                          |
| 044  | Prima dragoste                     | Puppy Love               |
|      |                                    |                          |
| 045  | Fuga pe turlă                      | The Steeple Chase        |
|      |                                    |                          |
| 046  | Magazinul de animale               | The Pet Store            |
|      |                                    |                          |
| 1934 |                                    |                          |
|      |                                    |                          |
| 047  |                                    | Shanghaied               |
|      |                                    |                          |
| 048  | Camping                            | Camping Out              |
|      |                                    |                          |
| 049  | Sulul de aburi                     | Mickey's Steam Roller    |
|      |                                    |                          |
| 050  | Mickey Două-Găuri                  | Two-Gun Mickey           |
|      |                                    |                          |
| 1935 |                                    |                          |
|      |                                    |                          |
| 051  | Pe gheață                          | On Ice                   |
|      |                                    |                          |
| 1936 |                                    |                          |
|      |                                    |                          |
| 052  | Rivalul lui Mickey                 | Mickey's Rival           |
|      |                                    |                          |
| 1937 |                                    |                          |
|      |                                    |                          |
| 053  | Vacanță Hawaiană                   | Hawaiian Holiday         |
|      |                                    |                          |
| 1938 |                                    |                          |
|      |                                    |                          |
| 054  | Constructorii de barcă             | Boat Builders            |
|      |                                    |                          |
| 055  | Croitorașul cel viteaz             | Brave Little Tailor      |
|      |                                    |                          |
| 1939 |                                    |                          |
|      |                                    |                          |
| 056  |                                    | Mickey's Surprise Party  |
|      |                                    |                          |
| 1941 |                                    |                          |
|      |                                    |                          |
| 057  | Micul vârtej                       | The Little Whirlwind     |
|      |                                    |                          |
| 058  | Minunații ani 90                   | The Nifty Nineties       |
|      |                                    |                          |
| 1942 |                                    |                          |
|      |                                    |                          |
| 059  | Petrecerea aniversară a lui Mickey | Mickey's Birthday Party  |
|      |                                    |                          |
| 1944 |                                    |                          |
|      |                                    |                          |
| 060  | Primele ajutoare                   | First Aiders             |
|      |                                    |                          |
| 1946 |                                    |                          |
|      |                                    |                          |
| 061  | Ziua de baie                       | Bath Day                 |
|      |                                    |                          |
| 1947 |                                    |                          |
|      |                                    |                          |
| 062  | Figaro și Frankie                  | Figaro and Frankie       |
|      |                                    |                          |
| 063  | Întârziat la întâlnire             | Mickey's Delayed Date    |
|      |                                    |                          |
| 1949 |                                    |                          |
|      |                                    |                          |
| 064  | Puloverul lui Pluto                | Pluto's Sweater          |
|      |                                    |                          |
| 1950 |                                    |                          |
|      |                                    |                          |
| 065  | Pluto și hârciogul                 | Pluto and the Gopher     |
|      |                                    |                          |
| 066  | Nebun după Daisy                   | Crazy Over Daisy         |
|      |                                    |                          |
| 1952 |                                    |                          |
|      |                                    |                          |
| 067  | Bradul lui Pluto                   | Pluto's Christmas Tree   |
|      |                                    |                          |
| 1983 |                                    |                          |
|      |                                    |                          |
| 068  | Colindul lui Mickey                | Mickey's Christmas Carol |
|      |                                    |                          |
| 1995 |                                    |                          |
|      |                                    |                          |
| 069  | Creier pe fugă                     | Runaway Brain            |
|      |                                    |                          |
| 2013 |                                    |                          |
|      |                                    |                          |
| 070  | Ia-ți un cal!                      | Get a Horse!             |
|      |                                    |                          |

### În televiziune și filme lungi
- The Mickey Mouse Club (1955–1959; 1977–1979; 1989–1994)
- Totally Minnie (1988)
- Cine vrea pielea lui Roger Rabbit? (Who Framed Roger Rabbit?) (1988)
- Fabrica de râs a lui Mickey (Mickey Mouse Works) (1999–2000)
- Casa lui Mickey Mouse (House of Mouse) (2001–2003)
- Clubul lui Mickey Mouse (Mickey Mouse Clubhouse) (2006–2016)
  - Buticul lui Minnie (Minnie's Bow-Toons) (2011–2016)
- Mickey Mouse (2013–prezent)
- Mickey și piloții de curse (Mickey and the Roadster Racers) (2017–prezent)

## Legături externe
- Minnie Mouse la Internet Movie Database